# Andreessen Horowitz
Andreessen Horowitz  (anche AH Capital Management, LLC) è un'azienda statunitense di venture capital fondata nel 2009 da Marc Andreessen e Ben Horowitz. La società ha sede a Menlo Park, in California e gestisce un patrimonio (AUM) che nel maggio 2024 era di 42 miliardi di dollari. È tra i più grandi fondi di venture capital della Silicon Valley.
Andreessen Horowitz investe sia in start-up in fase iniziale che in aziende in crescita consolidate. I suoi investimenti spaziano nei settori dell'assistenza sanitaria, dei consumatori, delle criptovalute, dei giochi, della tecnologia finanziaria, dell'istruzione e dell'IT aziendale (inclusi il cloud computing, la sicurezza e il software come servizio).

## Storia
Marc Andreessen e Ben Horowitz sono due ex dipendenti di Netscape. Nel 1999 hanno co-fondato Loudcloud. L'azienda, rinominata Opsware, è stata acquisita da Hewlett-Packard nel 2007. Tra il 2006 e il 2010, Marc Andreessen e Ben Horowitz hanno investito attivamente, insieme e separatamente, in aziende tecnologiche, investendo 4 milioni di dollari in 45 start-up. Durante questo periodo, i due sono diventati noti come investitori "super angel".   I due uomini investono insieme, o individualmente, in startup della Silicon Valley come Twitter.
Nel luglio 2009 hanno lanciato il fondo d'investimento Andreessen Horowitz. A loro disposizione hanno 300 milioni di dollari.  Andreessen ritiene che il costo di avvio di una startup sia diminuito, il che dovrebbe consentire di investire piccole somme, a partire da 50.000 dollari, per finanziare giovani imprese. Il fondo può quindi impegnare fino a 50 milioni di dollari per sviluppare un'azienda di successo. Si concentrano su aziende di tecnologia dell'informazione con sede nella Silicon Valley. Un mese dopo la nascita, nell'agosto 2009 Andreessen Horowitz effettua il suo primo investimento, una società di software per la gestione aziendale: Apptio. Un mese più tardi, in settembre, la società investe 50 milioni di dollari per il 2% delle azioni di Skype. In breve tempo investe in 28 società. Nel 2010, l'azienda ha creato un secondo fondo e ha raccolto 650 milioni di dollari.
Nel novembre 2010, in un momento in cui il campo del capitale di rischio si stava contraendo, la società raccolse altri 650 milioni di dollari per un secondo fondo. In meno di due anni, la società gestiva un totale di 1,2 miliardi di dollari con i due fondi. All'inizio del 2012, la società ha raccolto 1,5 miliardi di dollari, suddivisi in un fondo principale di 900 milioni di dollari e un secondo di 600 milioni di dollari. Il loro portafoglio comprende 90 società. Andreessen Horowitz impiega 45 persone, che supportano le aziende in portafoglio a vari livelli (reclutamento, sviluppo commerciale, relazioni con i clienti).

## Gli investimenti

### Subito in Twitter
Nel febbraio 2011, Andreessen Horowitz investì 80 milioni di dollari in Twitter, diventando la prima società di venture capital ad avere azioni nelle più grandi 4 società nel segmento dei social network del periodo: Facebook, Groupon, Twitter e Zynga. La società investì anche in Airbnb, Lytro, Jawbone, Belly e Foursquare.
Nel maggio 2011, Marc Andreessen si è classificato al 10º posto nella lista Forbes Midas del 2011 dei migliori investitori tecnologici, mentre lui e Horowitz si sono classificati al 6º posto nella lista New Establishment List del 2011 di Vanity Fair e al 1º posto nella lista degli investitori più influenti del 2011 di CNET.

### 2012-2014
Nel 2012, Andreessen Horowitz ha investito in 156 società, tra cui le 90 società del suo portafoglio, e 66 start-up attraverso il finanziamento dello Start Fund di Y Combinator. Tra gli investimenti: 100 milioni di dollari in GitHub, che ha fruttato oltre 1 miliardo di dollari al fondo quando GitHub è stato acquisito da Microsoft per 7,5 miliardi di dollari. Nel 2013, Andreessen Horowitz ha investito in Clinkle, Coinbase, Databricks, Lyft, Oculus VR, PagerDuty, Pixlee, Ripple, Soylent, Swiftype e uBiome.. Nel 2014 gli investimenti hanno riguardato diverse società tra cui Tanium per 90 milioni di dollari, BuzzFeed, Forward Networks, Optimizely.

### 2015
Nel 2015, l'azienda ha investito 40 milioni di dollari in Stack Exchange, 2,8 milioni di dollari in Distelli, e 80 milioni di dollari nella società di software CAD basata su cloud Onshape. Sempre nel 2015 Andreessen Horowitz ha investito nella piattaforma di blogging Medium,  Samsara, Improbable, Honor, Inc., OpenBazaar, a startup blockchain e società di nootropi e biohacking Nootrobox.
Oltre ad Andreessen e Horowitz, i soci generali dello studio includono John O'Farrell, Scott Weiss, Jeff Jordan, Peter Levine, Chris Dixon, Vijay Pande, Martin Casado e Sriram Krishnan. 

### 2022-oggi
Nel gennaio 2022, Andreessen Horowitz ha raccolto 9 miliardi di dollari per i suoi veicoli di capitale di rischio, in fase di crescita e focalizzati sulla biotecnologia. 
Il 16 ottobre 2023, l'azienda ha pubblicato sul suo sito web un testo di Andreessen intitolato The Techno-Optimist Manifesto, che elogia il progresso tecnologico e l'individualità come massime. Oltre a numerosi riferimenti letterari, vari gruppi e principi sono nominati come "nemici" di questa visione del futuro, tra cui gli Obiettivi di Sviluppo Sostenibile (SDGs) delle Nazioni Unite (ONU), la Responsabilità Sociale d'Impresa (CSR), la gestione del rischio, il principio di precauzione e i limiti alla crescita.
Nell'aprile 2024, Andreessen Horowitz ha annunciato di aver raccolto 7,2 miliardi di dollari per cinque fondi tematici: un fondo di crescita da 3,75 miliardi di dollari rivolto a società più mature vicine a un'offerta pubblica o che necessitano di capitali significativi; 1,25 miliardi di dollari in progetti infrastrutturali, compresa l'intelligenza artificiale; 1 miliardo di dollari in app e 600 milioni di dollari ciascuno in giochi e settori che supportano interessi nazionali, come l'aerospaziale e l'istruzione. Bloomberg, citando interlocutori anonimi, ha indicato che Andreessen Horowitz prevede di attirare ulteriori fondi incentrati sulle criptovalute e sulle tecnologie biologiche nel 2025.